# 森永淳
森永 淳（もりなが じゅん、1981年1月1日 - ）は、佐賀県出身の競艇選手。
登録番号4072。身長160cm。血液型A型。86期。佐賀支部所属。同期には中野次郎、金田幸子、後藤陽介などがいる。

## 来歴・人物
- 高校時代まで医療関係の仕事を目指していたが、ある夏の日に競馬中継を見ていた際にその後に放送されていた多摩川のモーターボート記念の中継を見て衝撃を受けた[1]後、競艇選手を志す。本栖研修所を経て、2000年5月に唐津競艇場でデビュー。
- 2004年の徳山競艇場の第18回新鋭王座決定戦で蜷川哲平に次ぐ優出2着などを経て、2004年4月の福岡競艇場の新鋭リーグ戦で初優勝。
- 2008年7月の下関競艇場のMB大賞で、初のGIを獲得。
- 2009年3月の多摩川競艇場・総理大臣杯でSG初優出。

## 経歴
- 2000年5月25日、唐津競艇場・一般戦でデビュー
- 2000年6月28日、福岡競艇場・一般戦で初1着
- 2001年12月19日、常滑競艇場・一般戦で初優出
- 2004年2月1日、徳山競艇場・新鋭王座決定戦でGI初優出
- 2004年4月15日、福岡競艇場・新鋭リーグ戦で初優勝
- 2008年7月8日、下関競艇場・モーターボート大賞でGI初優勝
- 2009年3月24日、多摩川競艇場・総理大臣杯競走でSG初優出
- 2014年8月7日、ボートレース唐津・一般戦にて、初日からすべて1着の完全優勝(10連勝)を達成[2](なお次節のボートレース大村一般戦においても連続となる完全優勝(9連勝)を記録)
- 2014年8月26日、ボートレース下関・一般戦第2レースで勝利し、歴代連勝記録5位となる20連勝を達成[3]

## 主なタイトル
- 2008年：モーターボート大賞（G1・下関競艇場）

## 人物・エピソード
- 体が弱い。総理大臣杯で優出したときに腎臓結石を患っていたり[4]、徳山の新鋭王座決定戦の優出の時にも扁桃腺が腫れたり初勝利の水神祭のあとに背中を痛めたり[1]など、森永の体の弱さに関するエピソードが多い。
- モーターボート大賞初優勝のインタビューで85期の銀河系軍団に対抗して「86期は癒し系軍団で」と発言した。[5]
- SG初優出となった総理大臣杯は、予選では準優勝戦圏外だったが井口佳典の転覆で準優勝戦進出が転がり込み、準優勝戦は3着だったが、今度は今垣光太郎の待機行動違反で優勝戦進出となった（優勝戦は6着）。